# Stabilimento balneare Principe di Piemonte

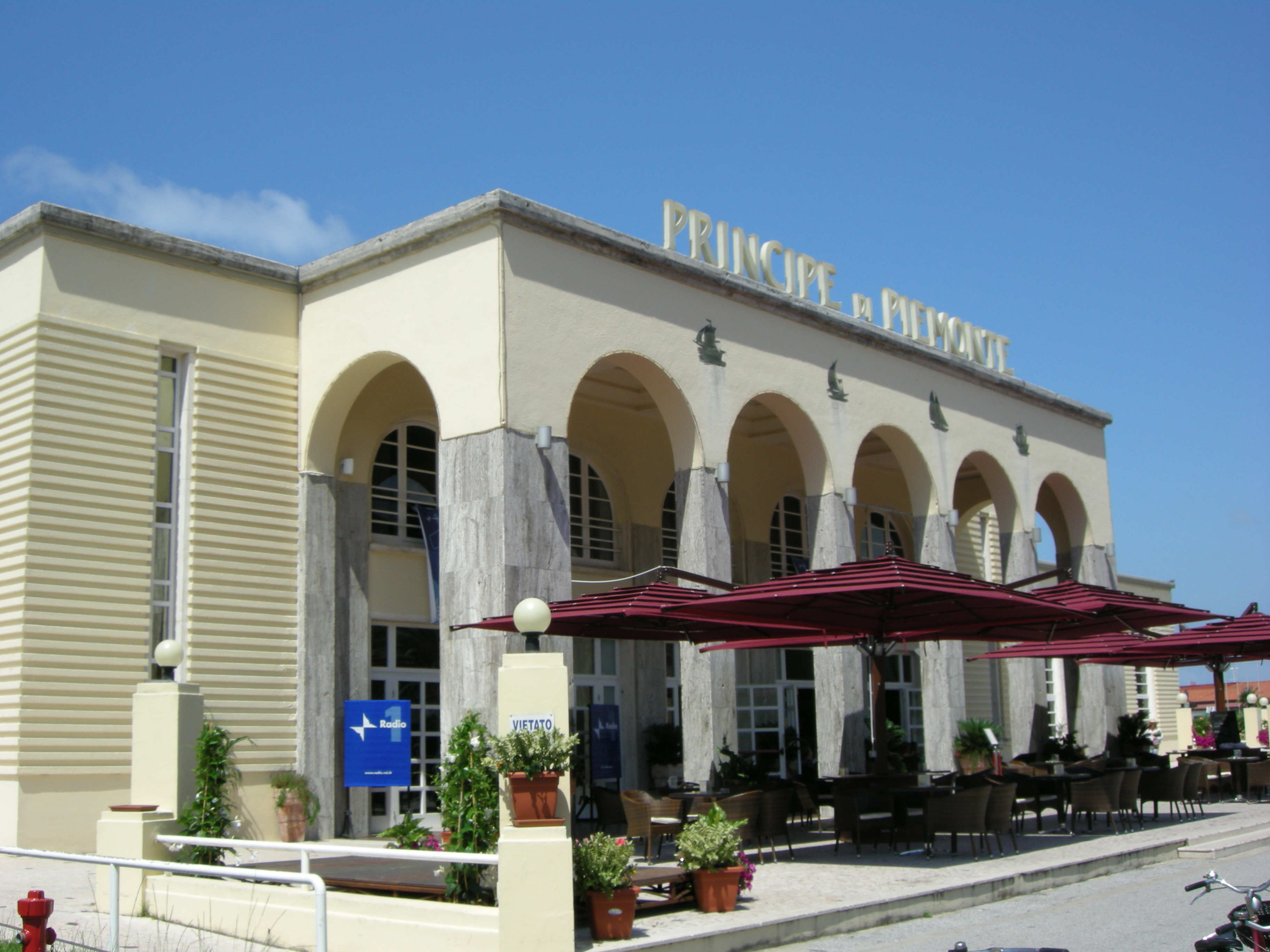
Veduta laterale della facciata

Lo stabilimento balneare Principe di Piemonte (già Select) è situato in Viale Marconi a Viareggio.

## Storia
Sull'area occupata oggi dallo stabilimento balneare "Principe di Piemonte" originariamente viene realizzato, intorno al 1920, lo stabilimento balneare "Lido". Nella rivista "Il Lido di Viareggio"  si legge: "Altra iniziativa felicissima del Sig. A. Barsanti è stata quella della costruzione di un elegante Stabilimento Balneare "Il Lido" collocato in un lembo delizioso e fragrante della mirabile spiaggia di Viareggio, nei pressi del Viale Marco Polo, ove l'acqua è più pura e cristallina e la sabbia è più fine, vellutata e profonda. Lo Stabilimento del "Lido" è formato di un gran numero di cabine distribuite con simpatica disposizione verso il mare e in mezzo a grandi e soffici letti di arena, e può accogliere una folta colonia di bagnanti dei numerosi alberghi e delle molte pensioni, e ville che adornano il mirabile Viale Carducci e le luminose vie adiacenti. "Il Lido", stabilimento moderno, elegante, simpatico e confortevole, è fornito opportunamente di un importante Ristoratore, che costituirà il più alto godimento della colonia bagnante. La cucina squisita, e il servizio elegante ed irreprensibile, affidati alla direzione del Sig. A. Barsanti, sono garanzia della maggiore soddisfazione del pubblico, che saprà tributare al felice ideatore il plauso più alto e meritato".
Il bagno "Il Lido" è oggetto in seguito di nuovi progetti da parte di vari professionisti, quello del 1923 di Alfredo Belluomini, quello del 1929 di A. Crippa e quello del 1938 di R. Brizzi.
I tre progetti, nessuno dei quali realizzato, hanno caratteristiche totalmente diverse tra di loro: il progetto di Belluomini è caratterizzato da una composizione di carattere esotico-islamico, con cupolette ovoidali, archi acuti e fregi moreschi sottogronda. Quello di Crippa del 1929 propone la realizzazione di un "albergo e nuovo lido" quale ampliamento dello stabilimento "Barsanti" e contiene una serie di esercizi pubblici, come locali per esposizioni, spettacoli e concerti, un "grandioso edificio per abitazioni signorili", un albergo, un caffè e ristoranti. Le suggestioni derivate dall'architettura del grattacielo e dal mito della verticalità si esprimono qui in un oggetto dal linguaggio eclettico (con un ordine gigante di lesene, contrafforti nei volumi d'angolo, un coronamento aggettante, una cupola con peristilio), il cui ampliamento di scala è reso possibile dalle nuove tecnologie.
Il terzo progetto non realizzato, di Raffaello Brizzi del 1938, rivela invece l'adesione alle costanti dell'architettura razionalista, attraverso una "continuità dialettica tra esterno e interno, tra volume e superficie, tra architettura ed arredo e disinvolta articolazione e compenetrazione dei volumi che rompono ogni schema rigidamente simmetrico".
|  |  |
|  |  |

Il progetto che viene invece realizzato, nel 1938, è quello dell'ingegnere fiorentino Aldo Castelfranco, del quale P. Fornaciari, in un articolo del 1992, afferma: "In seguito ad un nuovo piano urbanistico della zona a mare della città, che decretò la fine delle costruzioni lignee della Passeggiata, gli stabilimenti balneari furono modificati: scomparvero le palafitte e le caratteristiche rotonde ed i bagni furono ricostruiti "a pettine", cioè disposti sulla spiaggia in una monotona schiera di strutture perpendicolari alla battigia. Unico complesso che si differenziò per impostazione architettonica e per livello di ricettività fu il bagno "Select". L'inaugurazione del nuovo stabilimento balneare "Select" rappresentò il grande avvenimento dell'estate viareggina del 1938 e coincise con la sistemazione urbanistica della zona a mare della via Marco Polo, piazza Puccini e piazza Mazzini. In questa zona, infatti, furono realizzati nuovi giardini con aiuole fiorite, un belvedere sul mare e un'artistica fontana con al centro della vasca, sorretta da tre colonnine di rosso Levanto, la pregevole scultura in pietra di Trani, "La piccola bagnante", opera del professor Mario Carlesi. Il Select, realizzato dall'ingegner Giuseppe De Micheli, su progetto dell'architetto fiorentino Castelfranco, in poco più di sei mesi di lavoro (De Micheli non era nuovo ad imprese del genere, infatti, in sole 225 giornate lavorative aveva costruito, nel 1922, il "Select Hotel") fu inaugurato il 23 luglio, alla presenza del Maresciallo Graziani, del Ministro Perrone Compagni, dei Duchi di Pistoia e di Bergamo e delle massime autorità fasciste della Versilia e della Provincia di Lucca. La cerimonia, aperta come da protocollo dalle note della "Marcia reale" e di "Giovinezza", proseguì con la benedizione impartita dal priore di S. Paolino e si concluse con la visita al complesso che veniva presentato come "quanto più perfetto esista attualmente in materia". Lo stabilimento che occupava 10.000 metri quadrati di arenile comprendeva: 150 cabine, tutte dotate di acqua potabile e di mare e servizi igienici, piscina con trampolino, saloni da ballo, ristorante, caffè con buffet freddo, una rotonda sul mare e un grande cinema-teatro, dotato di impianti di aria condizionata".
È da notare che successivamente il "Principe di Piemonte" (nuovo nome del "Select") è oggetto di una serie di interventi che comunque non stravolgono, nelle sue caratteristiche essenziali, l'impianto originario. Viene rivista la rotonda che si affacciava verso il mare e viene creata un'area lastricata che arriva fino alla piscina, anch'essa modificata. Vengono demolite le due pensiline ellittiche che fungevano da copertura delle scale esterne elicoidali per raggiungere il primo piano delle cabine. Le cabine dei due bracci della "U" poste al primo piano, che originariamente rimanevano arretrate rispetto a quelle del piano terra per creare un'ampia terrazza al primo piano, vengono aumentate e portate fino alla lunghezza di quelle del piano terra, e vengono cambiate le aperture delle cabine stesse. Inoltre vengono realizzate grandi strutture a tenda sia davanti al portico centrale d'ingresso al bagno che davanti ai corpi laterali.
L'intero complesso con le sue volumetrie è pressoché rimasto invariato dal 1938 fino ai giorni nostri, se si escludono alcuni interventi di modifica riguardanti le due ali della "U" che contengono le cabine e la parte centrale, comprendente la piscina, tra le due ali stesse.
Il Principe di Piemonte è stato Casino Municipale dal 9 febbraio, data di apertura, al 20 giugno del 1946

## Architettura
L'impianto vede la sistemazione degli ambienti più grandi e rappresentativi, cioè le varie sale polifunzionali (originariamente sala da ballo e sale da gioco), la hall, il bar e la grande sala congressi (originariamente il cinema-teatro) attestarsi parallelamente al viale a mare, al di qua del quale, proprio di fronte allo stabilimento balneare, si trova l'hotel Principe di Piemonte del 1922 (ex Select). Alle estremità della parte parallela al viale si distaccano, questa volta perpendicolarmente in direzione del mare, due stretti corpi allungati contenenti le cabine.
All'interno del corpo a "U" che viene a formarsi trovano sistemazione la grande terrazza a mare e la piscina. È da notare che attualmente gli ambienti più grandi, l'ex sala da ballo e l'ex cinema-teatro sono inagibili.

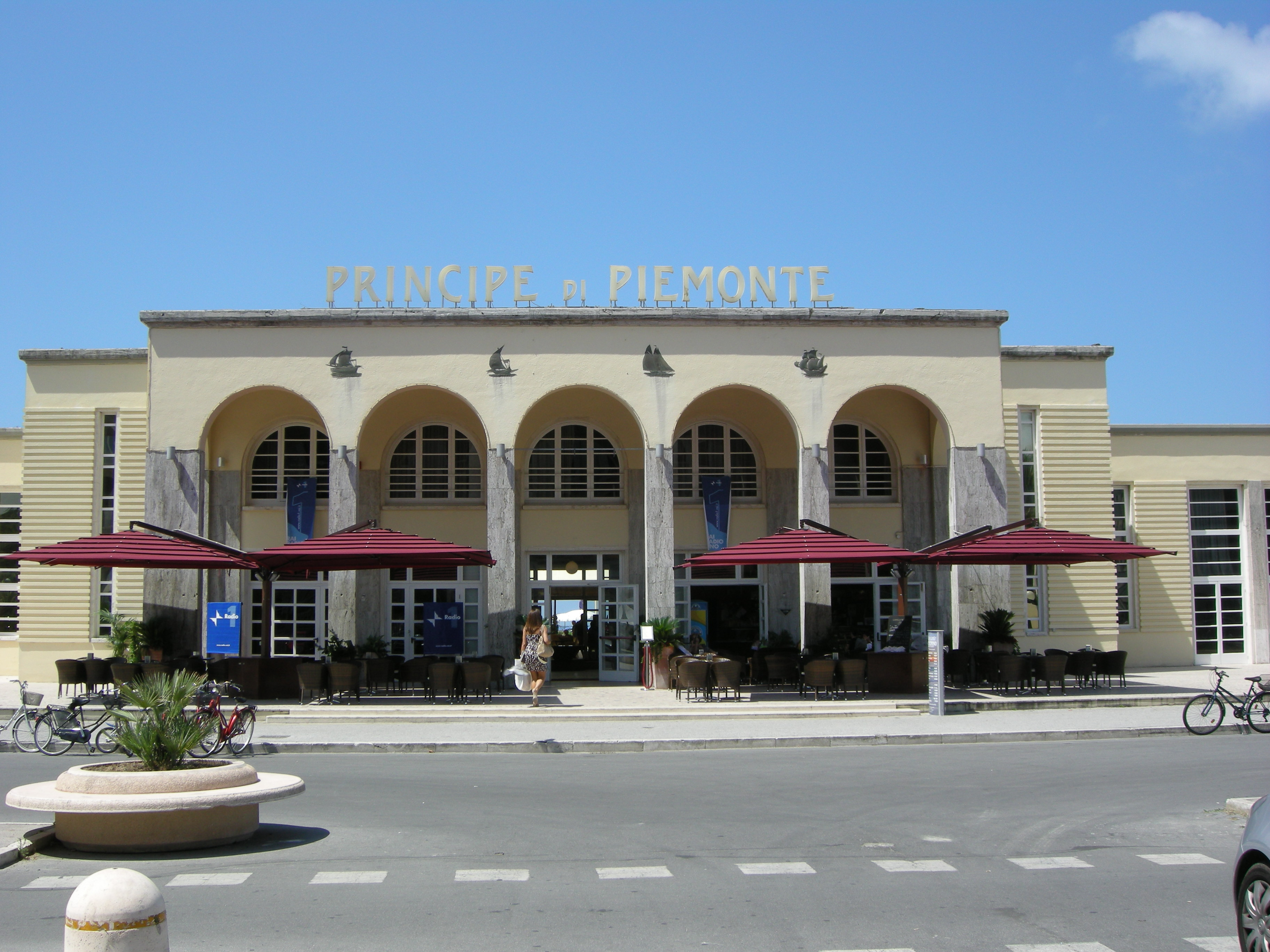
Il portico in facciata

Come il progetto non realizzato di Brizzi, anche questo di Castelfranco guarda alle esperienze di avanguardia del razionalismo italiano quando propone superfici lisce, volumi netti e ampie finestrature, ma a differenza di quello di Brizzi non riesce a distaccarsi da uno schema rigidamente simmetrico che vede accostarsi ai lati del volume centrale a pianta pressoché quadrata, due altri corpi leggermente più bassi di quello centrale, figurativamente identici fra loro. Così, passando attraverso il portico di pilastri a doppia altezza e attraversando un piccolo atrio si raggiunge la hall di forma ottagonale, che distribuisce nei grandi ambienti laterali o nella piattaforma prospiciente la piscina. Ancora oggi, come in origine, la hall è corredata da una grande fontana centrale circolare con bordo sagomato in marmo, con zampilli centrali, alla quale corrisponde nel soffitto un lucernario di uguale forma e dimensioni. La grande porta a vetri laccata color avorio che immette nell'ex sala da ballo è caratterizzata da enormi maniglie verticali di legno e ottone sagomati.
Il prospetto sul viale a mare è caratterizzato dal portico le cui cinque alte arcate sono riproposte sulla facciata d'ingresso del corpo centrale, sotto forma di vetrate, spezzate orizzontalmente da una fascia in muratura. I pilastri del portico e le paraste tra le vetrate sono rivestiti, fino alle imposte degli archi, in lastre di marmo cipollino, mentre il travertino è usato per i gradini che portano dal livello della piscina a quello delle cabine e per le due scale elicoidali che portano al primo piano delle cabine.
I due corpi laterali, in facciata, sono caratterizzati da vetrate verticali a tutta altezza (alcune porte altre finestre) separate da un rivestimento in marmo, dove la larghezza è quella di un pilastro, e da listelli sporgenti orizzontali in muratura, di 10 cm di altezza, dove lo spazio tra le vetrate è pari alla larghezza di una vetrata stessa.

## Fortuna critica

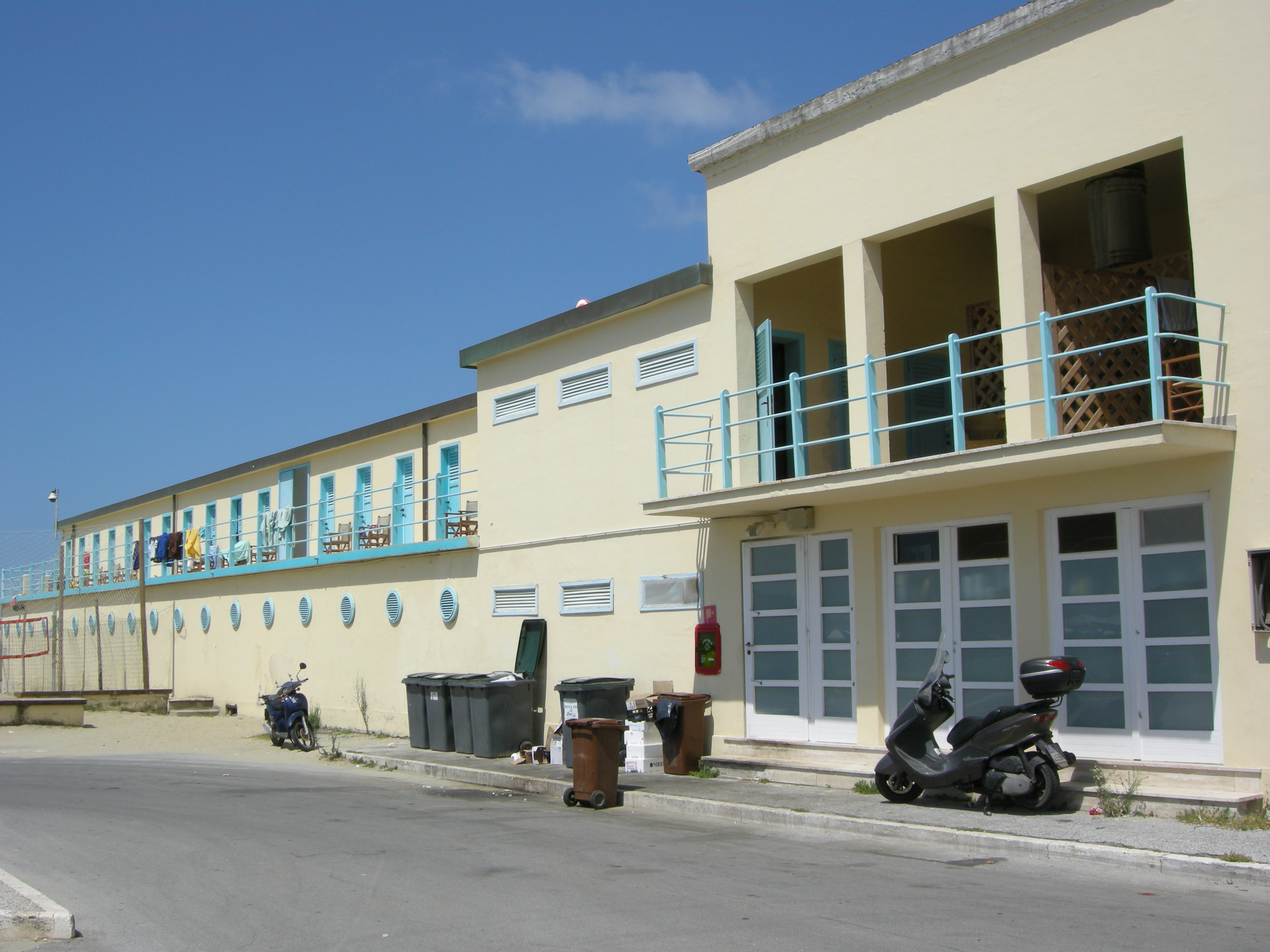
Lato con le cabine

L'opera suscita opinioni diverse, se non opposte. Mentre nelle pagine di "Versilia mare"  si legge che "è stato inaugurato il Nuovo Stabilimento Balneare "Select" che riunisce una completa installazione di cabine, una piscina, saloni da ballo, ristorante, caffè e bar, una grande rotonda sul mare ed un vasto cinema teatro [....]. L'opera grandiosa che ha impegnato braccia e materiali italiani è sorta in soli sei mesi e costituisce una significativa affermazione della volontà creativa di uno dei più instancabili industriali italiani, il Cavaliere del Lavoro Giuseppe De Micheli che ha tenuto a stabilire, con la costruzione dello stabilimento viareggino, un primato europeo in fatto di impianti balneari".
Per contro, diverso è il giudizio che compare invece sulle pagine del Taccuino segreto, di Leonida Répaci, nel quale si legge che "non si parla a Viareggio che del Select, la nuova fabbrica di cemento armato, alzata sull'arenile del vecchio Lido col preciso scopo di togliere ai primi piani dell'Albergo De Micheli la sazievole vista del mare. Lo stabilimento esteriormente è tra la stazione di Firenze e la prigione-modello dell'avvenire. Dentro, orgogliosamente piantati su preziosi pavimenti a mosaico di porcellana o a schegge di marmo statuario, si vedon fontane a getto luminoso, sale da gioco, bar, botteghe di lusso, e perfino, una rotonda sulla cui polena ideale splendono al sole occiduo due maestosi velieri a tutta velatura. Questa rotonda che poteva essere un tesoro, se spostata di cento metri avanti, ha l'orizzonte strozzato ai fianchi da due ali di cabine che fan da sentinella alla piscina, l'ultimo grido degli stabilimenti da spiaggia, ai quali il mare vero non basta più. Si deve a questa piscina, costata solo lei un milione, dico un milione, se il bagnante del Select si è giocata la vista del sole quando scende nel mare al di qua del Tino abbagliando di lampi rossi tutto il Golfo della Spezia fino alle Bocche di Magra. Lo so che a molti il tramonto interessa meno d'una partita di bridge. Tuttavia io non sono di questo parere, e penso con nostalgia ai tanti soli morenti che, dalla rotonda del vecchio Lido, come dal ponte di un brigantino roso dalla salsedine e dalla tempesta, mi han dato il senso trionfale della morte. Insomma non mi piace questo sontuosissimo Select. Tra l'altro avrei paura che mi si imponesse il frac per fare il bagno".